# Szczecinek
Szczecinek é um município da Polônia, na voivodia da Pomerânia Ocidental e no condado de Szczecinek. Estende-se por uma área de 48,48 km², com 40 336 habitantes, segundo os censos de 2016, com uma densidade de 832,0 hab/km².